# جان ميشيل (سياسي)
جان ميشيل (بالفرنسية: Jean Michel) هو سياسي فرنسي، ولد في 28 يناير 1949 في فرنسا. حزبياً، نشط في الحزب الاشتراكي. وقد انتخب رئيس بلدية ‏ لابيراوس ‏ (20 مارس 1977 – ) وانتخب نائب فرنسي.